# Rodney Atkins

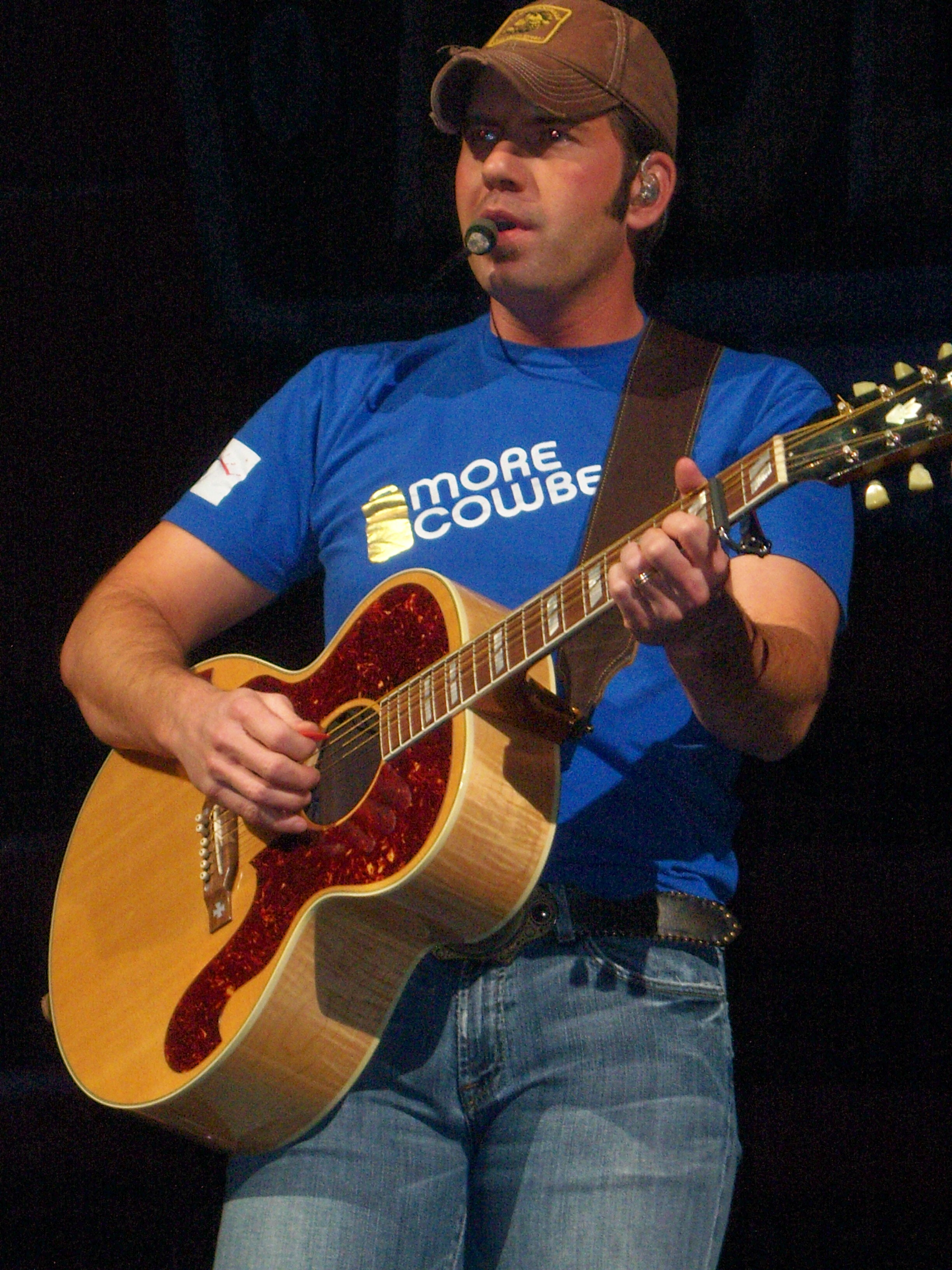
Rodney Atkins (2007)

Rodney Austin Atkins (* 28. März 1969 in Knoxville, Tennessee) ist ein US-amerikanischer Countrysänger.

## Karriere
Erst während seiner High-School-Zeit begann Atkins mit dem Musizieren, trat aber schon relativ bald in der näheren Umgebung auf. Während seiner Studienzeit an der Tennessee Tech in Cookeville ging er immer wieder nach Nashville und trat in den dortigen Countryclubs auf. 1997 kam er zu einem Plattenvertrag und begann mit Aufnahmen für sein Debütalbum. Doch seine ersten beiden Veröffentlichungen floppten und selbst unzufrieden mit dem Ergebnis verzögerte sich die Fertigstellung des Albums und wurde schließlich ganz aufgegeben.
Danach dauerte es bis 2002, bis Atkins einen zweiten Anlauf unternahm. Zwar hatten die nächsten beiden Singles und auch das Album Honesty nur mäßigen Erfolg, doch mit dem Song Honesty (Write Me a List), hatte er danach einen vielversprechenden Hit, der die Country-Top-5 erreichte und auch in den Hot 100 gut lief.
Mit seinem zweiten Album If You're Going Through Hell gelang ihm 2006 der Durchbruch. Das Album erreichte Platz 1 in den US Countrycharts und verkaufte sich mehr als eine Million Mal. Des Weiteren waren die ersten vier Singles alle auf Platz 1 in den Countrycharts und die ersten beiden erreichten zudem Gold (für 500 000 verkaufte Exemplare). Bei den Country Music Awards 2006 wurde er als Top New Male Artist ausgezeichnet.
Drei Jahre später erschien das Album It's America, welches ein voller Erfolg wurde und mit dem Titelsong seinen fünften Nummer-eins-Hit brachte.

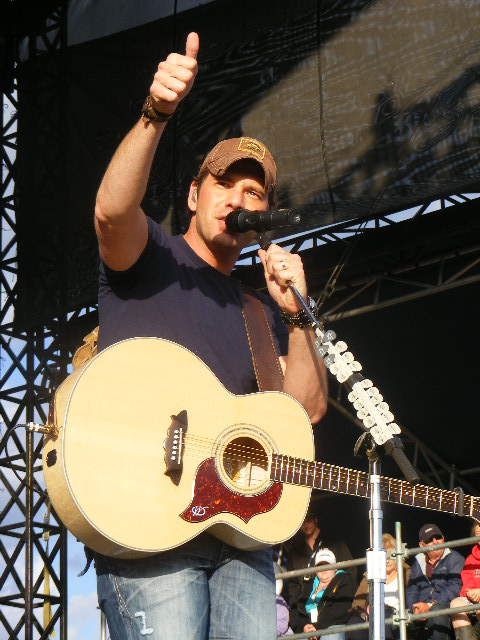
Rodney Atkins (2009)

## Privat
In erster Eher war Atkins von 1998 bis 2012 mit Tammy Jo McDonald verheiratet. Die beiden haben einen Sohn. 2011 wurde Atkins vorübergehend festgenommen, nachdem es zu einem Streit mit seiner Frau gekommen war. Atkins reichte die Scheidung ein. Seit November 2013 ist er mit der Sängerin Rose Falcon verheiratet. Im Dezember 2017 kam ein gemeinsamer Sohn zur Welt.

## Diskografie

### Studioalben
| Jahr | Titel                        | Höchstplatzierung, Gesamtwochen, AuszeichnungChartplatzierungen (Jahr, Titel, Platzierungen, Wochen, Auszeichnungen, Anmerkungen) | Höchstplatzierung, Gesamtwochen, AuszeichnungChartplatzierungen (Jahr, Titel, Platzierungen, Wochen, Auszeichnungen, Anmerkungen) | Anmerkungen                            |
| Jahr | Titel                        | US | Country | Anmerkungen                            |
| ---- | ---------------------------- | --- | --- | -------------------------------------- |
| 2003 | Honesty                      | — | Country50 (9 Wo.)Country | Erstveröffentlichung: 14. Oktober 2003 |
| 2006 | If You’re Going Through Hell | US3 ×2Doppelplatin · (107 Wo.)US                                                                                                  | Country1 (107 Wo.)Country | Erstveröffentlichung: 18. Juli 2006    |
| 2009 | It’s America                 | US15 Gold · (14 Wo.)US | Country3 (57 Wo.)Country | Erstveröffentlichung: 31. März 2009    |
| 2011 | Take a Back Road             | US8 Platin · (18 Wo.)US | Country3 (69 Wo.)Country | Erstveröffentlichung: 4. Oktober 2011  |
| 2019 | Caught Up in the Country     | — | Country28 (1 Wo.)Country | Erstveröffentlichung: 10. Mai 2019     |

### Kompilationen
| Jahr | Titel         | Höchstplatzierung, Gesamtwochen, AuszeichnungChartplatzierungen (Jahr, Titel, Platzierungen, Wochen, Auszeichnungen, Anmerkungen) | Höchstplatzierung, Gesamtwochen, AuszeichnungChartplatzierungen (Jahr, Titel, Platzierungen, Wochen, Auszeichnungen, Anmerkungen) | Anmerkungen                           |
| Jahr | Titel         | US | Country | Anmerkungen                           |
| ---- | ------------- | --- | --- | ------------------------------------- |
| 2010 | Rodney Atkins | US64 (6 Wo.)US | Country11 (8 Wo.)Country |                                       |
| 2015 | Greatest Hits | — | Country28 (5 Wo.)Country | Erstveröffentlichung: 3. Februar 2015 |

### Singles
| Jahr | Titel Album                                                                             | Höchstplatzierung, Gesamtwochen, AuszeichnungChartplatzierungen (Jahr, Titel, Album, Platzierungen, Wochen, Auszeichnungen, Anmerkungen) | Höchstplatzierung, Gesamtwochen, AuszeichnungChartplatzierungen (Jahr, Titel, Album, Platzierungen, Wochen, Auszeichnungen, Anmerkungen) | Anmerkungen                                                       |
| Jahr | Titel Album                                                                             | US | Country | Anmerkungen                                                       |
| ---- | --------------------------------------------------------------------------------------- | --- | --- | ----------------------------------------------------------------- |
| 1997 | In a Heartbeat –                                                                        | — | Country74 (1 Wo.)Country |                                                                   |
| 2002 | Sing Along Honesty                                                                      | — | Country37 (16 Wo.)Country |                                                                   |
| 2002 | My Old Man Honesty                                                                      | — | Country36 (17 Wo.)Country |                                                                   |
| 2003 | Honesty (Write Me a List) Honesty                                                       | US57 (19 Wo.)US | Country4 (33 Wo.)Country | Erstveröffentlichung: 16. Juni 2003                               |
| 2004 | Someone to Share It With Honesty                                                        | — | Country41 (12 Wo.)Country |                                                                   |
| 2006 | If You’re Going Through Hell (Before the Devil Even Knows) If You’re Going Through Hell | US33 Platin · (20 Wo.)US | Country1 (43 Wo.)Country | Erstveröffentlichung: 9. Januar 2006                              |
| 2006 | Watching You If You’re Going Through Hell                                               | US36 ×3Dreifachplatin · (20 Wo.)US | Country1 (27 Wo.)Country | Erstveröffentlichung: 18. September 2006                          |
| 2007 | These Are My People If You’re Going Through Hell                                        | US42 Platin · (20 Wo.)US | Country1 (27 Wo.)Country | Erstveröffentlichung: 19. März 2007                               |
| 2007 | Cleaning This Gun (Come On In Boy) If You’re Going Through Hell                         | US40 Platin · (20 Wo.)US | Country1 (28 Wo.)Country | Erstveröffentlichung: 1. Oktober 2007                             |
| 2008 | Invisibly Shaken If You’re Going Through Hell                                           | — | Country41 (16 Wo.)Country | Erstveröffentlichung: 21. April 2008                              |
| 2008 | It’s America                                                                            | US44 Gold · (20 Wo.)US | Country1 (26 Wo.)Country | Erstveröffentlichung: 24. November 2008                           |
| 2009 | 15 Minutes It’s America                                                                 | — | Country20 (18 Wo.)Country | Erstveröffentlichung: 26. Mai 2009                                |
| 2009 | Chasin’ Girls It’s America                                                              | — | Country48 (9 Wo.)Country | Erstveröffentlichung: 26. Oktober 2009                            |
| 2010 | Farmer’s Daughter It’s America                                                          | US47 ×3Dreifachplatin · (21 Wo.)US | Country5 (36 Wo.)Country | Erstveröffentlichung: 29. März 2010                               |
| 2011 | Take a Back Road                                                                        | US23 ×3Dreifachplatin · (23 Wo.)US | Country1 (28 Wo.)Country | Erstveröffentlichung: 25. April 2011                              |
| 2011 | He’s Mine Take a Back Road                                                              | US— PlatinUS | Country23 (24 Wo.)Country | Erstveröffentlichung: 7. November 2011                            |
| 2012 | Just Wanna Rock N’ Roll Take a Back Road                                                | — | Country39 (20 Wo.)Country | Erstveröffentlichung: 4. Juni 2012                                |
| 2018 | Caught Up in the Country                                                                | US— ×2DoppelplatinUS | Country20 (42 Wo.)Country | Erstveröffentlichung: 4. März 2018 feat. The Fisk Jubilee Singers |

Weitere Singles
- 1997: God Only Knows
- 2004: Monkey in the Middle